# Румянцев Олексій Матвійович
Олексій Матвійович Румянцев (16 лютого 1905, село Мінцово Галичського повіту, тепер Костромська область — 1 грудня 1993, місто Москва) — радянський вчений-економіст і соціолог, член-кореспондент АН СРСР (1960), академік АН СРСР (1966), віцепрезидент АН СРСР, член-кореспондент Академії наук НДР (1967). Член ЦК КПРС у 1952—1976 роках. Депутат Верховної Ради СРСР 4—5-го скликань (1954—1962).

## Життєпис
Народився в бідній селянській родині. Трудову діяльність розпочав у 1917 році поденником у місті Карачев Орловської (Брянської) губернії. У 1923 році вступив до Харківського інституту народного господарства.
Одночасно, у 1925—1927 роках працював у апараті Народного комісаріату землеробства Української СРР.
У 1926 році закінчив Харківський інститут народного господарства.
З 1927 по 1928 рік служив у Червоній армії.
У 1928—1929 роках працював в апараті Народного комісаріату землеробства Української СРР, у 1929—1930 роках — в апараті Народного комісаріату юстиції Української СРР.
У 1930–1933 роках навчався в аспірантурі науково-дослідного інституту економіки і організації промисловості і одночасно викладав в Харківському інженерно-економічному інституті.
У 1933—1936 роках — професор Харківського державного університету. У 1936—1941 роках очолював кафедру політекономії машинобудівного інституту в Харкові. Кандидатську дисертацію «Виникнення приватної власності на рухоме майно» захистив в 1940 році в Інституті економіки АН СРСР.
Член ВКП(б) з 1940 року.
У 1941—1943 роках — завідувач кафедри марксизму-ленінізму Таджицького сільськогосподарського інституту.
З 1943 року — на партійній роботі в Харківській області: лектор Харківського обласного комітету КП(б)У, директор партійних курсів при ЦК КП(б)У, заступник завідувача відділу пропаганди і агітації Харківського обласного комітету КП(б)У. 
У (затв. у липні) 1946 — січні 1949 року — секретар Харківського обласного комітету КП(б)У з пропаганди і агітації.
З 1949 по 1950 рік — завідувач кафедри політичної економії Харківського політехнічного інституту.
У 1950–1952 роках — директор Інститут економіки АН УРСР в Києві. У 1951—1952 роках був головою Бюро Відділення суспільних наук АН УРСР.
З липня 1952 року працював в Москві. У липні 1952 — березні 1953 року — завідувач відділу економічних і історичних наук і вищих навчальних закладів ЦК ВКП(б)-КПРС, член та голова (з 18 листопада 1952 по 21 березня 1953 року) Постійної комісії по ідеологічних питаннях при Президії ЦК КПРС.
У березні 1953—1955 роках — завідувач відділу науки і культури ЦК КПРС.
У 1955–1958 роках — головний редактор журналу «Комуніст».
У 1958–1964 роках — шеф-редактор журналу «Проблеми світу і соціалізму». Був редактором Економічної енциклопедії «Політична економія».
У 1964–1965 роках — головний редактор газети «Правда».
У 1965—1967 роках — академік-секретар відділення економіки АН СРСР (до 1966 року — в.о.).
17 травня 1967 — 28 травня 1971 року — віцепрезидент АН СРСР, відповідальний за суспільні науки. У 1968–1972 роках — директор Інституту конкретних соціальних досліджень АН СРСР (ІКСД) — першого в СРСР соціологічного інституту, з якого був звільнений разом з іншими провідними вченими в 1972 році за ліберальні погляди. У ці часи також був одним з директорів Європейського (Віденського) центру координації досліджень в галузі соціальних наук. Після звільнення з ІКСД очолював Наукову раду АН СРСР «Історія народного господарства і соціально-економічних вчень». З серпня 1971 року — член Президії АН СРСР.
Автор близько 220 праць, виданих 13 мовами.

## Родина
- Дружина — Олександра Сергіївна Мазлах (1910—1995), дочка економіста і партійного діяча Сергія Мазлаха (1878—1937).

## Праці
- Возникновение частной собственности на движимое имущество, [Хар.], 1947;
- Зростання добробуту радянського народу — закон розвитку соціалістичного суспільства, Киïв, 1950;
- О предмете политической экономии, М., 1960;
- О категориях и законах политической экономии коммунистической формации, 2 изд., М., 1966;
- Проблемы современной науки об обществе, М., 1969;

## Нагороди
- два ордени Леніна (1965, 1971)
- орден Жовтневої Революції (1975)
- два ордени Трудового Червоного Прапора (1948, 1962)
- орден Дружби народів (1985)
- Державна премія СРСР (1983)
- медаль «За доблесну працю у Великій Вітчизняній війні 1941—1945 рр.»
- медалі